# Zákoutí (Blatno)
Zákoutí (dříve Bernov, německy Bernau) je vesnice v Krušných horách v okrese Chomutov. Nachází se čtyři kilometry na sever od Blatna a jedenáct kilometrů severozápadně od Chomutova v nadmořské výšce okolo 800 metrů. Založeno bylo nejspíše ve čtrnáctém století jako osada lesních dělníků. Původně patřilo k panství hradu Nový Žeberk, ale později bylo součástí červenohrádeckého, chomutovského a ahníkovského panství. Lidé se živili prací v lese, zpracováním dřeva a nevýnosným zemědělstvím. Ve druhé polovině dvacátého století se vesnice téměř vylidnila a získala charakter rekreační osady, která je od roku 1951 částí obce Blatno. V roce 2011 zde trvale žilo 24 obyvatel.

## Název
Původní název Bernov pochází ze středněhornoněmeckých výrazů, které znamenaly buď „medvědí luh“ nebo „Berův luh“. V historických pramenech se jméno vesnice vyskytuje ve tvarech: in Bernaw (1357), in Bernow (1378), Bernaw (1384 a 1412), Pernow (1555 a 1577) a Bernau (1623 a 1846). Název Zákoutí byl stanoven až vyhláškou z roku 1952.

## Historie

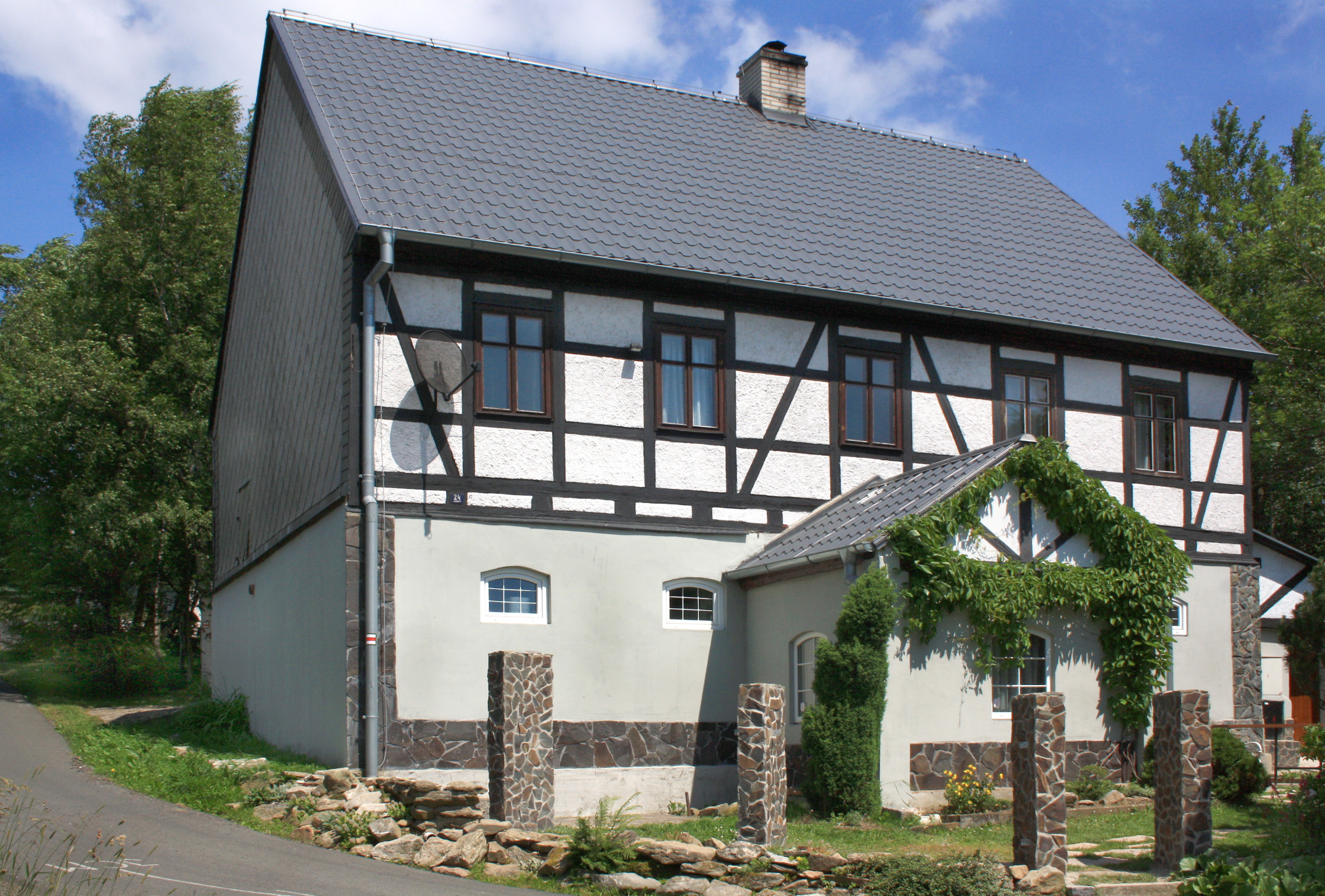
Dům ve střední části vesnice

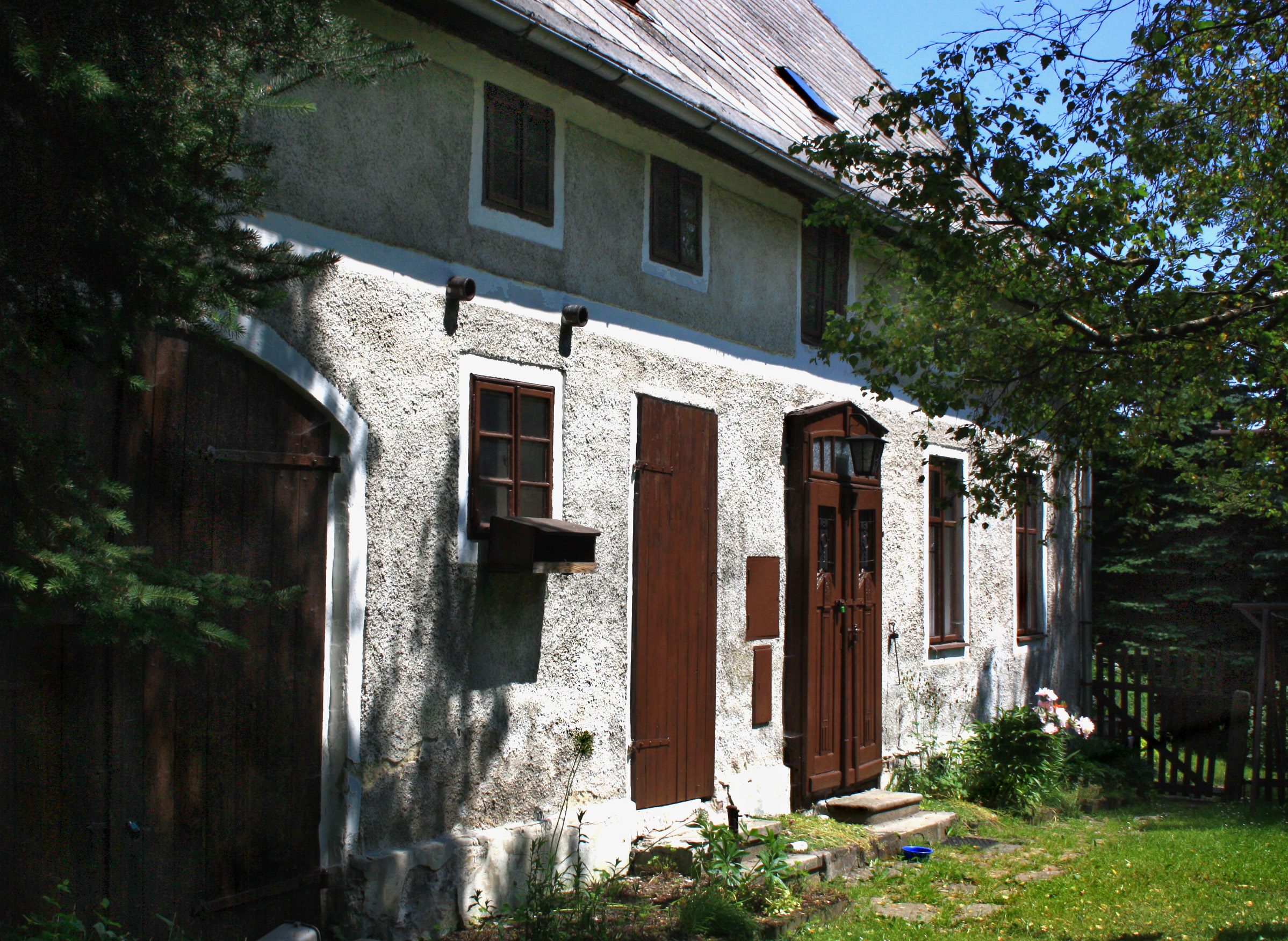
Dům ve střední části vesnice

První písemná zmínka o vesnici pochází z roku 1357. Zákoutí se nacházelo na panství hradu Nový Žeberk, který v té době patřil pánům z Bergova. V roce 1383 Ota z Bergova panství prodal Těmovi z Koldic, který je připojil k Červenému hrádku. Dvanáct rodin původních osadníků pracovalo zejména v lese a bylo osvobozeno od vrchnostenských poplatků.
Pozdější majitel panství Lorenc Glac roku 1516 odkázal veškerý majetek své dceři Anně, od které ho sňatkem získal Šebestián z Veitmile. Zákoutí se tak stalo součástí chomutovského panství, u kterého zůstalo do roku 1605, kdy byl rozprodán majetek zabavený Jiřímu Popelovi z Lobkovic. Zákoutí patřilo k vesnicím, které koupil Linhart Štampach ze Štampachu z ahníkovského panství. Za Linhartova syna Jana Jindřicha bylo připojeno k Březnu. Janu Jindřichovi byl v roce 1622 zabaven veškerý majetek za podporu a osobní setkání s králem Fridrichem Falckým během stavovského povstání. Přestože mu měla být vyplacena polovina částky, za kterou byl jeho majetek prodán, odešel Jan Jindřich Štampach roku 1628 do Saska. Březno i se Zákoutím získal roku 1623 do zástavy Jaroslav Bořita z Martinic, jehož zeť Florián Jetřich Žďárský ze Žďáru ji brzy poté připojil ke spojenému panství Ahníkov-Prunéřov.
Během třicetileté války bylo Zákoutí vypáleno švédským vojskem. Podle Berní ruly z roku 1654 ve vsi stál mlýn. Tři usedlosti byly pusté a v ostatních žilo pouze deset chalupníků, kterým patřily celkem čtyři potahy, patnáct krav, šest jalovic a tři kozy.
V roce 1680 bylo panství Ahníkov-Prunéřov, ke kterému patřil březenský statek se Zákoutím, rozděleno, a Zákoutí zůstalo u Ahníkova až do roku 1850. Hugo Martinic v Zákoutí nechal roku 1692 postavit hospodářský dvůr určený k chovu jalovic. V roce 1772 ve vsi vypukl mor skotu, který způsobil vysoké ceny potravin a hlad. Následovala epidemie tyfu[nepřesný odkaz], na který zemřelo 49 lidí, což byla třetina všech obyvatel. Podle soupisu ahníkovského panství z roku 1794 v Zákoutí žili tři chalupníci a čtyřicet domkářů. Jejich povinností bylo odpracovat ročně 297 dní roboty, z čehož se mohli vykoupit za dvacet zlatých a šest krejcarů. Hlavním zdrojem obživy bylo pěstování a předení lnu, výroba plátna a sklizeň sena.
V první polovině devatenáctého století panství získali hrabata Wolkenstein-Trostburkové, za kterých byl starý dvůr upraven na ovčín využívaný od jara do podzimu. Před nástupem zimy byly ovce odehnány do Ahníkova. Část obyvatel se živila nebo si přivydělávala výrobou dřevěného zboží pro domácnost. Podle Sommerova díla v té době ve vsi fungoval také mlýn s pilou a stoupa na výrobu třísla. Na konci devatenáctého století měřilo území obce přes 480 hektarů, z nichž dvě třetiny tvořil les. Ve vsi byly dvě hospody, osm zemědělců a živnost zde provozovali tři mlynáři, tři zedníci, tři ševci, dva truhláři, dva tesaři a tkadlec. Bývala zde také jednotřídní škola otevřená roku 1879, kterou navštěvovalo až padesát dětí.
Před druhou světovou válkou byly v provozu dvě dílny, ve kterých se vyráběla mlýnská kola a ručně vrtané dřevěné potrubí. Součástí druhé dílny byl větrný mlýn na mletí obilí. Ve druhé polovině dvacátého století se vesnice téměř vylidnila. Část domů byla v roce 1955 zbořena armádou a teprve následujícího roku byla do vsi zavedena elektřina. Většina dochovaných domů se postupně změnila na rekreační objekty a u staré myslivny upravené na rekreační středisko Bernava býval malý lyžařský vlek.

## Přírodní poměry

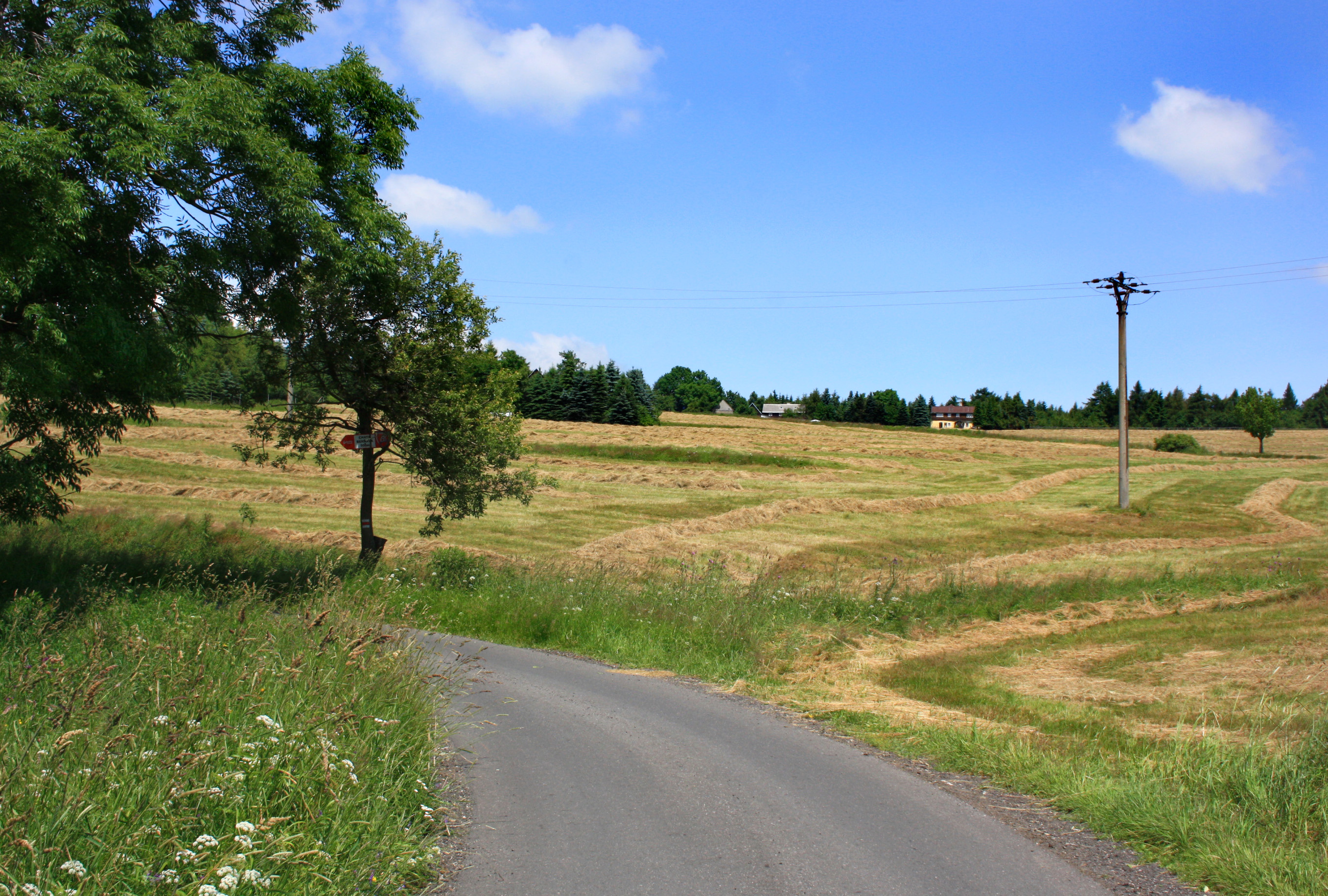
Louky v horní části vesnice

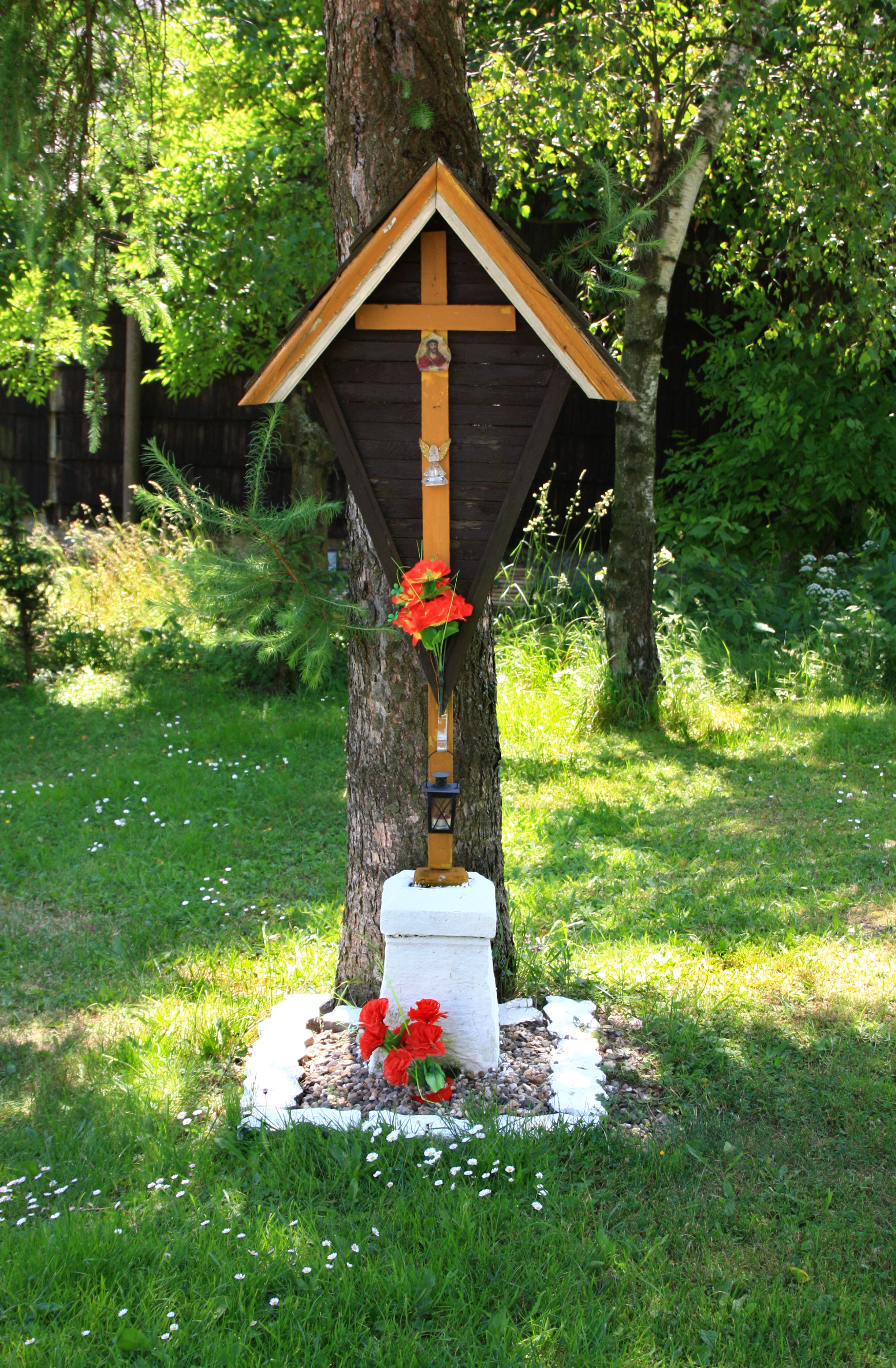
Křížek v horní části vesnice

Zákoutí stojí v jihozápadní části stejnojmenného katastrálního území o rozloze 4,8 km² v Ústeckém kraji asi čtyři kilometry severně od Blatna a jedenáct kilometrů severozápadně od Chomutova. Katastrální území zaujímá především severní, západní a jihozápadní svahy Mezihořského vrchu. Na jihozápadě je vymezeno tokem řeky Bíliny.
Geologické podloží tvoří převážně předvariské intruzivní horniny a horniny neznámého stáří, které jsou často deformované a metamorfované. Zastupují je různé druhy metagranitů až metagranodioritů a ortoruly. Jižní polovinu katastrálního území protíná přibližně ve směru západ–východ pás prekambrických hornin zastoupených dvojslídnými a biotitickými rulami. Stejné horniny se objevují také v severozápadním cípu území.
V geomorfologickém členění Česka oblast leží v geomorfologickém celku Krušné hory, podcelku Loučenská hornatina a okrsku Rudolická hornatina, která na jihozápadě v údolí Bíliny hraničí s Přísečnickou hornatinou. Nejvyšší bod se nachází asi 600 metrů západně od vrcholu Mezihořského vrchu v nadmořské výšce okolo 880 metrů, zatímco nejnižší bod je v údolí řeky Bíliny ve výšce asi 720 metrů. Zástavba vesnice je rozptýlená ve výškách 730–830 metrů.
Z půdních typů se vyskytuje pouze podzol kambický. Jediným významnějším vodním tokem je Bílina s řadou drobných bezejmenných přítoků. Podél severní hranice katastrálního území teče Bílý potok, který se v Kalku vlévá zprava do Načetínského potoka.

## Obyvatelstvo
Při sčítání lidu v roce 1921 zde žilo 255 obyvatel (z toho 117 mužů) německé národnosti, z nichž byli čtyři evangelíci a 251 římských katolíků. Podle sčítání lidu z roku 1930 měla vesnice 228 obyvatel německé národnosti. Jeden byl bez vyznání, tři evangelíci a ostatní se hlásili k římskokatolické církvi.
|                                                                      | 1869 | 1880 | 1890 | 1900 | 1910 | 1921 | 1930 | 1950 | 1961 | 1970 | 1980 | 1991 | 2001 | 2011 | 2021 |
| -------------------------------------------------------------------- | ---- | ---- | ---- | ---- | ---- | ---- | ---- | ---- | ---- | ---- | ---- | ---- | ---- | ---- | ---- |
| Obyvatelé                                                            | 330  | 310  | 281  | 275  | 271  | 255  | 228  | 21   | 36   | 9    | 4    | 3    | 9    | 24   | 64   |
| Domy                                                                 | 55   | 56   | 56   | 56   | 55   | 55   | 53   | 10   | —    | 2    | 2    | 2    | 3    | 3    | 22   |
| Počet domů z roku 1961 je zahrnut v celkovém počtu domů obce Blatno. |      |      |      |      |      |      |      |      |      |      |      |      |      |      |      |

## Obecní správa
Roku 1869 se Zákoutí uvádí jako osada Boleboře. Při sčítání lidu v letech 1880–1930 bylo samostatnou obcí, ale v roce 1951 bylo připojeno k Blatnu.
Při volbách do obecních zastupitelstev konaných 22. května 1938 v Zákoutí žilo 141 voličů. Volby však neproběhly, protože kandidátní listinu podala pouze Sudetoněmecká strana, která se tak automaticky stala vítězem voleb.

## Doprava
Dolní částí Zákoutí vede silnice třetí třídy č. III/25211 z Boleboře do Kalku, ale do samotné vesnice vede pouze nečíslovaná účelová komunikace. U křižovatky silnice s cestou do vesnice stojí zastávka autobusové linkové dopravy. Nejbližší pravidelně obsluhované železniční stanice se nachází v Chomutově nebo v Jirkově. Vesnicí vede červeně značený úsek krušnohorské turistické trasy mezi Horou Svatého Šebestiána a Novou Vsí v Horách a začíná zde modře značená trasa do Boleboře. Po silnici je vedena cyklotrasa č. 3077 z Chomutova do Kalku a celou vesnicí prochází cyklotrasa č. 3081 z horní části Bezručova údolí do Rudolic v Horách.

## Pamětihodnosti

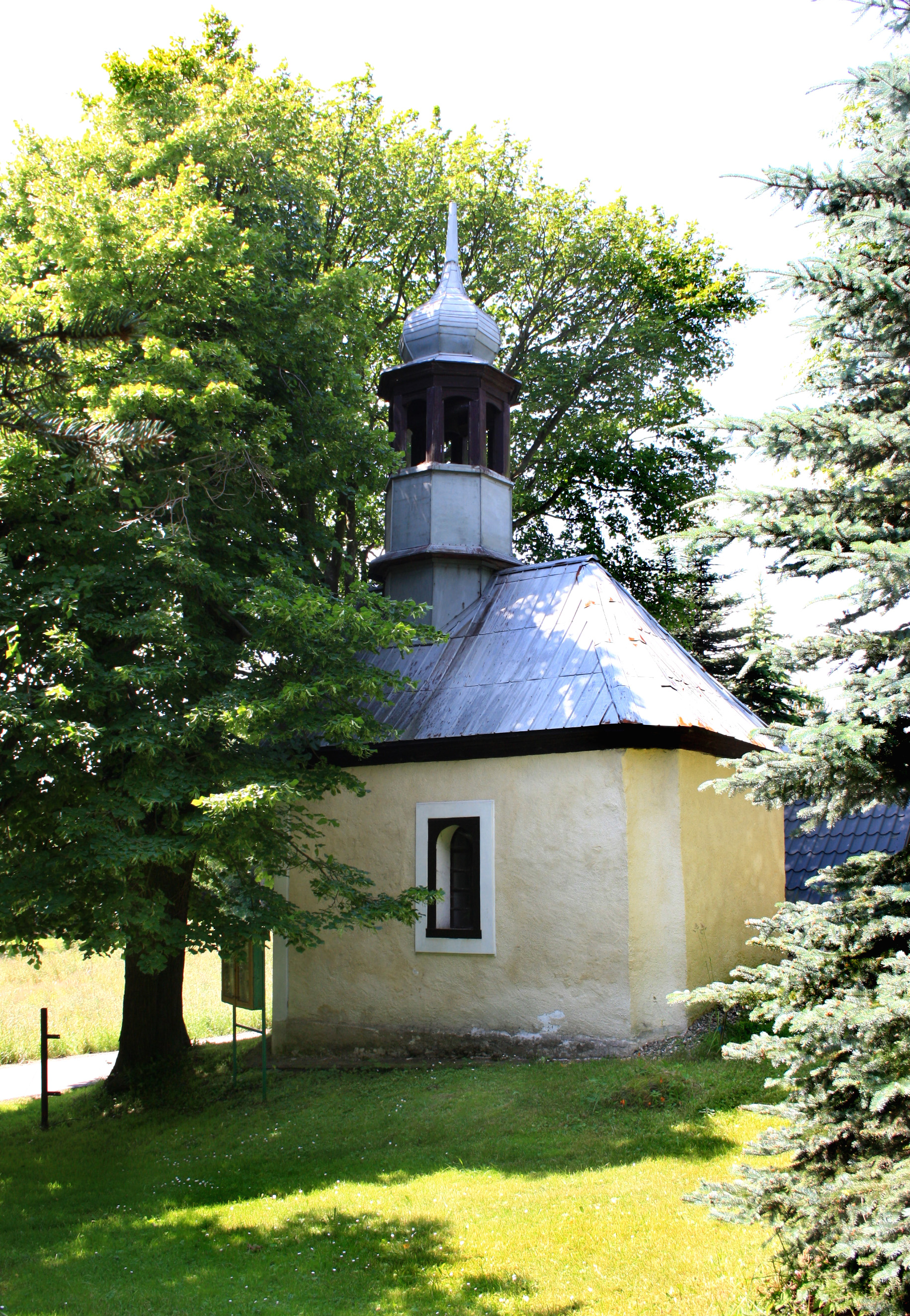
Kaple

V Zákoutí stojí tři památkově chráněné usedlosti. Usedlost če. 3 tvoří zděný dům se sedlovou střechou a stodola s bedněným pláštěm. Obytný dům byl nevhodně zrekonstruován. Dům čp. 40 je horská chalupa s původními okny v přízemí se sedlovou střechou, která je na jedné straně stažena v mírnějším sklonu přes přístavek. Součástí usedlosti bývala dřevěná patrová stodola. Usedlost če. 51 pochází ze druhé poloviny devatenáctého století. Tvoří ji obytný přízemní dům s okny se segmentovým záklenkem, stodola a kolna okolo dvorku.